# Darja Semenistaja
Darja Semenistaja (nació el 16 de septiembre de 2002) es una tenista profesional de letonia.
Semenistaja tiene un ranking de individuales WTA más alto de su carrera, No. 112, logrado el 12 de febrero de 2024. También es No. 249 en dobles, con un ranking WTA más alto de su carrera, No. 143 en dobles, logrado el 29 de enero de 2024.Brazo hábil: Zurdera (revés a dos manos)

## Títulos WTA 125s

### Individuales (2–0)
| Resultado | Fecha                 | Torneo                 | Superficie    | Oponente     | Puntaje          |
| --------- | --------------------- | ---------------------- | ------------- | ------------ | ---------------- |
| Campeona  | 12 de febrero de 2024 | Mumbai                 | Dura          | Storm Hunter | 5-7, 7-6(6), 6-2 |
| Campeona  | 6 de abril de 2025    | La Bisbal del Ampurdán | Tierra batida | Dalma Gálfi  | 5-7, 6-0, 6-4    |

### Dobles (2–2)
| Resultado | Fecha                    | Torneos                | Superficie    | Pareja           | Oponentes en la final         | Resultado        |
| --------- | ------------------------ | ---------------------- | ------------- | ---------------- | ----------------------------- | ---------------- |
| Campeona  | 6 de enero de 2024       | Canberra               | Dura          | Veronika Erjavec | Kaylah McPhee Astra Sharma    | 6-2, 6-4         |
| Campeona  | 14 de septiembre de 2024 | Bucarest               | Tierra batida | Carole Monnet    | Aliona Bolsova Katarzyna Kawa | 1-6, 6-2, [10-7] |
| Finalista | 3 de enero de 2025       | Canberra               | Dura          | Nina Stojanović  | Jaimee Fourlis Petra Hule     | 5-7, 6-4, [10-6] |
| Finalista | 5 de abril de 2025       | La Bisbal del Ampurdán | Dura          | Nina Stojanović  | Magali Kempen Anna Sisková    | 6-7(1), 1-6      |